# آسپاگورس دوم
اسپاگورس دوم ایبری (به گرجی: ვარაზ-ბაკურ II، به لاتین: Aspacures)، از خسرویانی‌ها، پادشاه ایبری (کارتلی، گرجستان شرقی) از سال ۳۶۳ تا ۳۶۵ پس از میلاد بود. او دومین پسر میریان سوم و نانای ایبری به‌شمار می‌آمد.
به گفته آمیانوس، اسپاگورس دوم توسط شاپور دوم پادشاه ساسانی پس از سرنگونی برادرزاده‌اش سارماگ دوم ایبری، پادشاه ایبری شد. توصیف او به عنوان «مردی بی‌دین و بیزار از ایمان» توسط وقایع نگار گرجی، لِئونتی مروِلی، در این زمینه در خور نگرش می‌باشد که: این اصطلاح در آن زمان نمایان‌گر همفکری‌های دینی زرتشتیان و نیز جهت‌گیری سیاسی ایران‌گرایانه او بود. لئونتی، در واقع پس از تبعه ساسانی شدن خود این را به ما می‌گوید.